# Der Schatzgräber (Musäus)

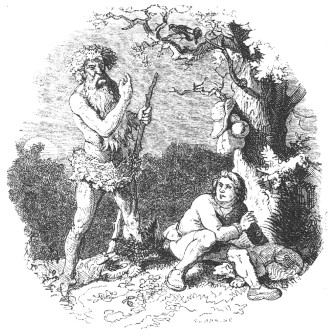
Illustration von Ludwig Richter

Der Schatzgräber ist ein Märchen im fünften Band von Johann Karl August Musäus’ Volksmährchen der Deutschen, 1787.

## Inhalt
Ein verarmter, ehemaliger Koch, der jetzt täglich seiner Frau Kornsäcke schleppen muss, denkt nachts in der Wirtschaft über das Angebot eines Künstlers nach, der für Geld seine schöne Tochter malen will. Da erzählt ein alter Schäfer von einem Schatz, den man mittels einer Springwurz heben muss. Er arbeitet geduldig weiter im Mehlhandel seiner zänkischen Frau, wo er täglich Kornsäcke schleppen muss, bis er einen Specht ausfindig macht, dem so eine Springwurz abzulisten ist. Er probiert sie gleich aus, stiehlt der Frau alles Geld aus dem Tresor und zieht los. Er findet auch alles so, wie vom Schäfer beschrieben. Auf dem Heimweg begegnet er zufällig dem jungen Mann, der, von den Porträts des Künstlers in Liebe entbrannt, heimlich seine Tochter freite, dem aber das Geld fehlt. Er stattet ihn reichlich aus und lebt im Überfluss, ohne seiner Frau die Quelle zu entdecken.